# The River (série télévisée sud-africaine)
Pour les articles homonymes, voir The River.
The River est une série télévisée sud-africaine créée par Phathu Makwarela et Gwydion Beynon. Elle est diffusée sur 1Magic sur DStv et est disponible en streaming sur Showmax. Sindi Dlathu joue le rôle principal en tant que magnat des mines Lindiwe Dlamini-Dikana, aux côtés d'un casting de stars qui comprend Hlomla Dandala, Presley Chweneyagae et Moshidi Motshegwa.
L'émission est une interprétation sur « les nantis et les démunis », relatant les vies contrastées de l'élite et des plus pauvres de Pretoria.
La série est diffusée en Côte d'Ivoire depuis le 29 juin 2020 sur Life TV. Elle est inédite dans les autres pays francophones.